# Coupe de France de football 1989-1990
 (juillet 2018).
Navigation
Coupe de France 1988-1989 Coupe de France 1990-1991
La Coupe de France 1989-1990 est la 73e édition de la Coupe de France et a vu le Montpellier HSC l'emporter sur le Racing Paris 1 en finale, le 2 juin 1990, sur le score de 2 buts à 1 après prolongation.
Ce fut la deuxième Coupe de France remportée par les Montpelliérains après celle décrochée en 1929.

## Résultats

### Trente-deuxièmes de finale
Les 32es de finale ont eu lieu le 16, 17 et 18 février 1990. Les matchs sont joués sur terrain neutre pour la dernière fois.
| Division        | Club                                 | Score               | Club                            | Division           | Lieu                                       |
| --------------- | ------------------------------------ | ------------------- | ------------------------------- | ------------------ | ------------------------------------------ |
| Division 3 (D3) | GFC Ajaccio                          | 1 - 0               | SM Caen                         | Division 1 (D1)    | Stade Armand-Cesari, Bastia                |
| Division 2 (D2) | Olympique d'Alès-en-Cévennes         | 1 - 0               | Toulouse FC                     | Division 1 (D1)    | Stade des Costières, Nîmes                 |
| Division 1 (D1) | AJ Auxerre                           | 1 - 0               | AS Red Star 93                  | Division 2 (D2)    | Stade municipal, Melun                     |
| Division 2 (D2) | Olympique avignonnais                | 3 - 2 a.p.          | AS Monaco FC                    | Division 1 (D1)    | Stade Francis-Turcan, Martigues            |
| Division 1 (D1) | FC Girondins de Bordeaux             | 4 - 0               | Stade plabennecois              | DSR (D6)           | Stade Francis-Le Blé, Brest                |
| Division 1 (D1) | Brest Armorique FC                   | 4 - 2               | US Saintes                      | Division 4 (D4)    | Stade Camille-Lebon, Angoulême             |
| Division 1 (D1) | AS Cannes                            | 1 - 1 a.p., 4-3 tab | Perpignan FC                    | Division 3 (D3)    | Stade Albert-Domec, Carcassonne            |
| Division 2 (D2) | Entente Chaumont AC                  | 2 - 1               | RC Épernay                      | Division 4 (D4)    | Stade Auguste-Delaune, Reims               |
| Division 3 (D3) | Clermont FC                          | 2 - 1               | JS Saint-Pierre                 | DH La Réunion (D5) | Stade Auguste-Delaune, Saint-Denis         |
| Division 3 (D3) | SA Épinal                            | 2 - 1               | RC Lens                         | Division 2 (D2)    | Stade Jean-Bouloumié, Vittel               |
| Division 2 (D2) | FC Gueugnon                          | 0 - 0 a.p., 4-3 tab | US Créteil                      | Division 2 (D2)    | Stade Dunlop, Montluçon                    |
| Division 2 (D2) | Stade lavallois FC                   | 1 - 0               | La Roche-sur-Yon VF             | Division 2 (D2)    | Stade municipal, Redon                     |
| Division 1 (D1) | Lille OSC                            | 3 - 0               | Stade de Reims                  | Division 2 (D2)    | Stade de l'Aube, Troyes                    |
| Division 2 (D2) | CS Louhans-Cuiseaux                  | 1 - 0               | Olympique pavillais             | DH (D5)            | Stade Maurice-Thoumyre, Dieppe             |
| Division 1 (D1) | Olympique de Marseille               | 4 - 0               | FC Tours                        | Division 2 (D2)    | Stade des Allées, Blois                    |
| Division 2 (D2) | FC Martigues                         | 3 - 1               | SEC Bastia                      | Division 2 (D2)    | Stade Georges-Carcassonne, Aix-en-Provence |
| Division 1 (D1) | FC Metz                              | 6 - 0               | FC Montceau-les-Mines Bourgogne | Division 2 (D2)    | Stade Gaston-Gérard, Dijon                 |
| Division 1 (D1) | Montpellier HSC                      | 1 - 0               | Istres Sports                   | Division 2 (D2)    | Stade Pierre-de-Coubertin, Châteaurenard   |
| Division 1 (D1) | FC Mulhouse SA                       | 2 - 0               | CSO Amnéville                   | DHR (D6)           | Stade Saint-Symphorien, Metz               |
| Division 2 (D2) | AS Nancy-Lorraine                    | 2 - 1               | OGC Nice                        | Division 1 (D1)    | Stade de la Colombière, Épinal             |
| Division 1 (D1) | FC Nantes                            | 2 - 0               | SO Cholet                       | Division 4 (D4)    | Stade Maxime-Bossis, Montaigu              |
| Division 2 (D2) | Nîmes Olympique                      | 1 - 0               | Olympique lyonnais              | Division 1 (D1)    | Stade Pierre-Pibarot, Alès                 |
| Division 2 (D2) | US Orléans                           | 2 - 1               | Le Havre AC                     | Division 2 (D2)    | Stade de Venoix, Caen                      |
| Division 1 (D1) | Racing Paris 1                       | 3 - 2 a.p.          | Angers SCO                      | Division 2 (D2)    | Stade Léon-Bollée, Le Mans                 |
| Division 2 (D2) | Stade rennais FC                     | 1 - 0               | AS Saint-Seurin-sur-l'Isle      | Division 2 (D2)    | Stade de la Montée-Rouge, Châtellerault    |
| Division 2 (D2) | FC Rouen                             | 3 - 1               | AS Roanne                       | Division 4 (D4)    | Stade du Docteur Jalenques, Brioude        |
| Division 1 (D1) | AS Saint-Étienne                     | 2 - 1               | AS Angoulême                    | Division 3 (D3)    | Stadium - Parc des Sports, Brive           |
| Division 3 (D3) | FC Saint-Lô                          | 2 - 2 a.p., 7-6 tab | Chamois niortais FC             | Division 2 (D2)    | Stade René-Fenouillère, Avranches          |
| Division 3 (D3) | CS Sedan-Ardennes                    | 2 - 1               | AS Beauvais-Oise                | Division 2 (D2)    | Stade du Petit-Bois, Charleville-Mézières  |
| Division 2 (D2) | RC Strasbourg                        | 2 - 0               | FC Sochaux-Montbéliard          | Division 1 (D1)    | Stade de l'Ill, Mulhouse                   |
| Division 1 (D1) | SC Toulon-Var                        | 4 - 1               | AS Aix-en-Provence              | Division 4 (D4)    | Stade Saint-Exupéry, Marignane             |
| Division 2 (D2) | US Valenciennes-Anzin Arrondissement | 1 - 0               | Paris Saint-Germain FC          | Division 1 (D1)    | Stade Félix-Bollaert, Lens                 |

### Seizièmes de finale
Les 16es de finale ont eu lieu le 10 mars 1990.
| Division        | Club               | Score               | Club                                 | Division        |
| --------------- | ------------------ | ------------------- | ------------------------------------ | --------------- |
| Division 1 (D1) | SC Toulon-Var      | 0 - 0 a.p., 5-6 tab | US Valenciennes-Anzin Arrondissement | Division 2 (D2) |
| Division 1 (D1) | FC Metz            | 1 - 1 a.p., 4-2 tab | Stade rennais FC                     | Division 2 (D2) |
| Division 1 (D1) | AS Cannes          | 2 - 0               | Olympique d'Alès-en-Cévennes         | Division 2 (D2) |
| Division 1 (D1) | Montpellier HSC    | 5 - 1               | CS Louhans-Cuiseaux                  | Division 2 (D2) |
| Division 1 (D1) | FC Nantes          | 2 - 1               | AJ Auxerre                           | Division 1 (D1) |
| Division 1 (D1) | FC Mulhouse SA     | 1 - 1 a.p., 5-4 tab | RC Strasbourg                        | Division 2 (D2) |
| Division 1 (D1) | AS Saint-Étienne   | 1 - 0               | Entente Chaumont AC                  | Division 2 (D2) |
| Division 1 (D1) | Lille OSC          | 2 - 0               | AS Nancy-Lorraine                    | Division 2 (D2) |
| Division 1 (D1) | Brest Armorique FC | 0 - 1               | Olympique avignonnais                | Division 2 (D2) |
| Division 3 (D3) | FC Saint-Lô        | 0 - 8               | FC Girondins de Bordeaux             | Division 1 (D1) |
| Division 3 (D3) | GFC Ajaccio        | 1 - 3               | Olympique de Marseille               | Division 1 (D1) |
| Division 3 (D3) | CS Sedan-Ardennes  | 0 - 2               | Racing Paris 1                       | Division 1 (D1) |
| Division 2 (D2) | US Orléans         | 1 - 0               | SA Épinal                            | Division 3 (D3) |
| Division 2 (D2) | FC Gueugnon        | 1 - 0               | Stade lavallois FC                   | Division 2 (D2) |
| Division 2 (D2) | FC Rouen           | 0 - 1 a.p.          | Nîmes Olympique                      | Division 2 (D2) |
| Division 2 (D2) | FC Martigues       | 3 - 0 a.p.          | Clermont FC                          | Division 3 (D3) |

### Huitièmes de finale
Les 8es de finale ont eu lieu les 10 et 11 avril 1990.
| Division        | Club                                 | Score               | Club             | Division        |
| --------------- | ------------------------------------ | ------------------- | ---------------- | --------------- |
| Division 1 (D1) | FC Girondins de Bordeaux             | 4 - 0               | FC Metz          | Division 1 (D1) |
| Division 1 (D1) | Montpellier HSC                      | 2 - 0               | FC Nantes        | Division 1 (D1) |
| Division 1 (D1) | Lille OSC                            | 0 - 0 a.p., 4-5 tab | AS Cannes        | Division 1 (D1) |
| Division 1 (D1) | Racing Paris 1                       | 5 - 0               | FC Gueugnon      | Division 2 (D2) |
| Division 1 (D1) | Olympique de Marseille               | 2 - 0               | Nîmes Olympique  | Division 2 (D2) |
| Division 2 (D2) | US Valenciennes-Anzin Arrondissement | 3 - 4 a.p.          | AS Saint-Étienne | Division 1 (D1) |
| Division 2 (D2) | FC Martigues                         | 0 - 2               | FC Mulhouse SA   | Division 1 (D1) |
| Division 2 (D2) | Olympique avignonnais                | 2 - 1               | US Orléans       | Division 2 (D2) |

### Quarts de finale
Les quarts de finale ont eu lieu le 2 mai 1990.
| Division        | Club                  | Score               | Club                     | Division        |
| --------------- | --------------------- | ------------------- | ------------------------ | --------------- |
| Division 1 (D1) | FC Mulhouse SA        | 2 - 2 a.p., 6-7 tab | AS Saint-Étienne         | Division 1 (D1) |
| Division 1 (D1) | Racing Paris 1        | 1 - 1 a.p., 5-4 tab | FC Girondins de Bordeaux | Division 1 (D1) |
| Division 1 (D1) | AS Cannes             | 0 - 3 a.p.          | Olympique de Marseille   | Division 1 (D1) |
| Division 2 (D2) | Olympique avignonnais | 0 - 1               | Montpellier HSC          | Division 1 (D1) |

### Demi-finales
Les demi-finales ont eu lieu les 24 et 25 mai 1990.
| Division        | Club                   | Score | Club            | Division        |
| --------------- | ---------------------- | ----- | --------------- | --------------- |
| Division 1 (D1) | AS Saint-Étienne       | 0 - 1 | Montpellier HSC | Division 1 (D1) |
| Division 1 (D1) | Olympique de Marseille | 2 - 3 | Racing Paris 1  | Division 1 (D1) |

### Finale
La finale s'est tenue au Parc des Princes à Paris, le 2 juin 1990.
Le score étant nul et vierge à la fin du temps réglementaire les deux équipes ont dû jouer la prolongation pour se départager. Laurent Blanc a ouvert le score à la 103e, puis a été imité par son coéquipier Kader Ferhaoui à la 108e. La réaction du Racing Paris 1 une minute plus tard par l'intermédiaire de David Ginola a été insuffisante pour empêcher les Montpelliérains de remporter le titre.
| Entraîneur : |
| Michel Mézy  |

| Entraîneur :      |
| Henryk Kasperczak |

| Entraîneur : |
| Michel Mézy  |

| Entraîneur :      |
| Henryk Kasperczak |